# تشارلز دبليو. درايدن
تشارلز دبليو. درايدن (بالإنجليزية: Charles Dryden)‏ هو طيار وعسكري أمريكي، ولد في 16 سبتمبر 1920 في نيويورك في الولايات المتحدة، وتوفي في 24 يونيو 2008 في أتلانتا في الولايات المتحدة.